# Walter Berndt
Pour les articles homonymes, voir Berndt.
Walter Berndt (né le 22 novembre 1899 à Brooklyn et le mort le 15 août 1979 à Port Jefferson) est un auteur de bande dessinée américain, créateur en 1922 de Smitty, comic strip qu'il réalise jusqu'en 1973.

## Prix et récompenses
- 1970 : Prix Reuben pour Smitty